# Niinisaari (ö i Kymmenedalen, Kotka-Fredrikshamn, lat 60,45, long 27,51)
Niinisaari är en ö i Finland. Den ligger i Finska viken och i kommunen Vederlax i den ekonomiska regionen  Kotka-Fredrikshamn i landskapet Kymmenedalen, i den södra delen av landet. Ön ligger omkring 31 kilometer öster om Kotka och omkring 140 kilometer öster om Helsingfors.
Öns area är 15,6 hektar och dess största längd är 0,6 kilometer i nord-sydlig riktning.